# Daniel Kleitman
Daniel J. Kleitman (Nova Iorque, 4 de outubro de 1934) é um matemático estadunidense.
É professor de matemática aplicada no Instituto de Tecnologia de Massachusetts. Suas áreas de investigação incluem combinatória, teoria dos grafos, genômica e pesquisa operacional.